# Parafia św. Józefa Opiekuna Pracy w Józefosławiu
Parafia pw. Świętego Józefa Opiekuna Pracy w Józefosławiu – parafia rzymskokatolicka należąca do dekanatu piaseczyńskiego, archidiecezji warszawskiej, metropolii warszawskiej Kościoła katolickiego.
Parafia została erygowana w 1997 przez kard. Józefa Glempa.

## Proboszczowie parafii
- ks. kan. Stanisław Śmigasiewicz (1997–2016)
- ks. kan. dr Andrzej Pawlak (2016–2019)
- ks. prał. dr Marek Przybylski (2019–obecnie)